# Каравал
Каравал (наречен още Кара-Сервал) се нарича кръстоска получена след чифтосването на мъжки каракал с женски сервал. Получените индивиди имат петниста окраска подобна на тази при сервала, но на фона на по-тъмна козина. Получените кръстоски са ценени за продажба в магазините за домашни любимци.
Сервикал се нарича кръстоска получена след чифтосването на мъжки сервал и женски каракал. Малки сервикали са родени за пръв път в зоопарка в Лос Анджелис от женски каракал държан в една клетка с мъжки сервал. Получените хибриди са дадени в приют за животни.
Получените хибриди са плодовити и могат да се чифтосват с един от двата родителски вида. Така кръстоската получена при чифтосването на мъжки сервал с женски каравал е сервалоподобен хибрид, наречен сер-каравал (75% сервал, 25% каракал). Хибрид от чифтосването на мъжки каракал със сервикал се нарича кар-сервикал (75% каракал, 25% сервал). Хибридът от мъжки сервал и женски сервикал се нарича сер-сервикал (75% сервал, 25% каракал), а от мъжки каракал и женски каравал се ражда кар-каравал (75% каракал, 25% сервал). В действителност е регистриран само сер-каравал.
| Име          | Мъжки родител | Женски родител | Процент от сервала | Процент от каракала |
| ------------ | ------------- | -------------- | ------------------ | ------------------- |
| Сер-каравал  | сервал        | каравал        | 75%                | 25%                 |
| Кар-сервикал | каракал       | сервикал       | 25%                | 75%                 |
| Сер-сервикал | сервал        | сервикал       | 75%                | 25%                 |
| Кар-каравал  | каракал       | каравал        | 25%                | 75%                 |